# Provvidenza nell'ebraismo

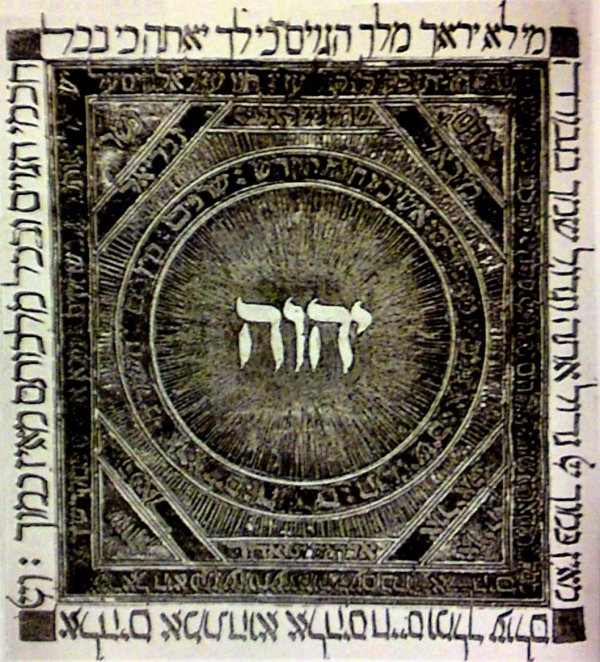
Tetragramma nella Bibbia sefardita, 1385

Provvidenza o Divina Provvidenza (in ebraico השגחה פרטית‎?, Hashgochoh Protis o Hashgachah Pratit, lett. supervisione divina dell'individuo) nell‘Ebraismo è esaminata e discussa in tutta la letteratura rabbinica dai filosofi ebrei classici e dalla tradizione del misticismo ebraico.
La relativa trattazione mette in considerazione la comprensione ebraica della natura e del suo reciproco, il miracoloso. Questa analisi quindi sottende gran parte dalla Weltanschauung ("visione del mondo") dell'Ebraismo ortodosso, in particolare per i problemi di interazione con il mondo naturale.

## Filosofia ebraica classica
La Provvidenza Divina viene discussa da tutti i filosofi più importanti dell'Ebraismo, ma la sua portata e natura sono questioni tuttora disputate. Ci sono, in linea di massima, due punti di vista che differiscono in gran parte sulla frequenza con cui Dio interviene nella ordine naturale delle cose. La prima interpretazione ammette una frequenza di miracoli, pur accettando una stabilità dell'ordine naturale che permette comunque l'interferenza di Dio nella regolazione di eventi umani, o anche nel turbare occasionalmente l'ordine naturale. La seconda interpretazione, di impostazione razionalista, non nega il verificarsi di miracoli, ma cerca di limitarli e razionalizza i numerosi eventi miracolosi narrati nella Bibbia e li fa rientrare nella sfera dell'ordine naturale.

### Nachmanide

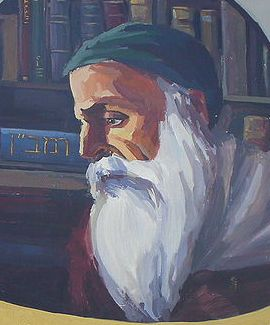
Nachmanide, filosofo e medico ebreo spagnolo (1194–1270)

Gli insegnamenti di Nachmanide sono ampiamente rappresentativi della prima interpretazione succitata. Egli afferma che il Creatore ha dotato l'universo di proprietà fisiche naturali e lo sostiene nel suo ordine naturale, asserendo inoltre che qualsiasi atto di provvidenza comporta, per definizione, un'intrusione nelle leggi della natura. In assenza di interferenze provvidenziali, causa ed effetto governano gli affari dell'universo. Nella visione del Ramban, ricompensa e punizione - come anche la guida del destino di Israele - sono le espressioni tipiche di tale provvidenza (cfr. Ramban: Torat Hashem Temimah). In questo senso non c'è differenza tra Dio che induce la pioggia (come premio) e la Sua separazione delle acque del Mar Rosso (Esodo 15:21). Entrambi sono il frutto di un intervento divino.
(Commentario di Esodo 13:16)
Tutti gli eventi (naturali o provvidenziali) sono il risultato della volontà diretta di Dio e quindi l'ordine apparentemente naturale del mondo è un'illusione. Allo stesso tempo, qualsiasi (ovvia) breccia nella catena della causalità comporta un "compromesso" nella natura predefinita di cause ed effetti dell'universo - la provvidenza viene così esercitata con parsimonia e in modo "apparentemente naturale" (Genesi 6:19 ad loc.). Di conseguenza, mentre il fato degli ebrei come nazione è guidato dalla provvidenza, gli individui non godono della stessa relazione provvidenziale con Dio. Solo il giusto e l'empio possono aspettarsi un trattamento provvidenziale. Il destino degli individui "medi" è guidato principalmente dalla legge naturale (Deuteronomio 11:13 ad loc.).

### Maimonide

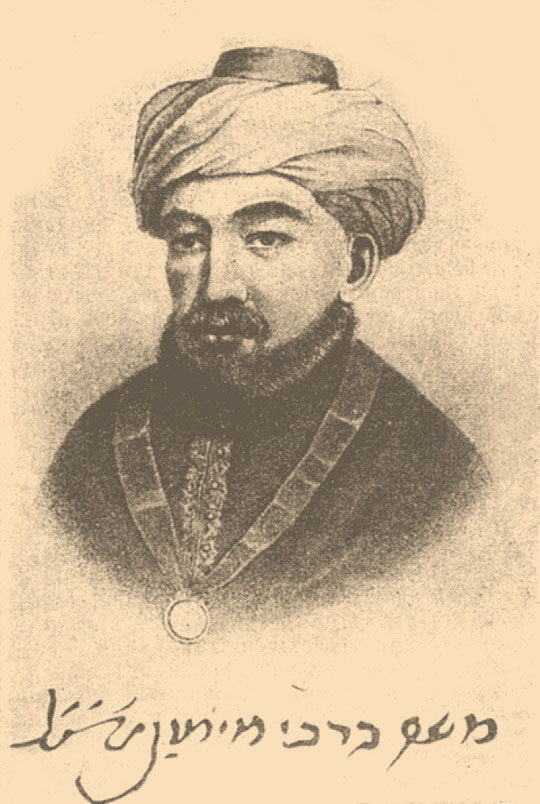
Maimonide

Maimonide (il "Rambam") rappresenta la scuola razionalista. Egli sostiene che il modello della natura è essenzialmente immutabile. "Questo Universo rimane perpetuamente con le stesse proprietà che il Creatore gli ha dato... nessuna di esse cambierà mai eccetto che per mezzo di un miracolo in certi casi specifici..." (Guida dei Perplessi 2:29). Ciò nonostante, Maimonide crede che Dio premi e punisca in modo appropriato.
In una certa misura, il Rambam concilia le due opinioni definendo la provvidenza come un processo essenzialmente naturale. Qui la provvidenza individuale dipende dallo sviluppo della mente umana: cioè, più l'uomo sviluppa la mente e più egli è soggetto alla provvidenza di Dio. La provvidenza è infatti una funzione di attività intellettuale e spirituale: è l'attività non la persona che merita la provvidenza. "La Divina Provvidenza è collegata con la divina influenza intellettuale e gli stessi esseri che sono avvantaggiati da quest'ultima in modo da diventare intellettuali e comprendere le cose comprensibili agli esseri razionali, sono anche sotto il controllo della Divina Provvidenza, che prende in esame tutte le opere al fine di premiarli o punirli". (Guida dei Perplessi 3:17).
Inoltre, definendo la provvidenza quale funzione dell'attività umana, Maimonide evita il problema di come Dio possa essere influenzato da eventi terreni, diminuendo qualsiasi implicazione di cambiamento all'interno di Dio e l'implicazione risultante di una mancanza di perfezione Maimonide vede "ricompensa e punizione" come manifestate nel Mondo a venire opposto a questo mondo terreno (cfr. Talmud, Kiddushin 39b; Pirkei Avot 2:16) — definisce quindi la divina provvidenza come ciò che facilita il raggiungimento intellettuale in contrapposizione ad uno strumento di ricompensa e punizione.
(Mishneh Torah, Teshuva 9:1)

### R. David Nieto
R. David Nieto (1654-1728), Hakham poliedrico della comunità ebraica spagnola e portoghese nonché primo rabbino di Londra, cercò di conciliare la filosofia ebraica classica con le idee filosofiche moderne. Sostenne che il concetto classico della Provvidenza divina fu sostituito dal moderno concetto di Natura o Teva טבע (Teva) che emerse nel Medioevo 
. Nel suo trattato "Sulla Provvidenza Divina o Natura Universale o Natura Naturante", distinse innumerevoli Provvidenze (hashgakhot) o Nature, con gradi diversi, tra cui le Provvidenze generali הַשְׁגָּחוֹת כְּלָלִיּוֹת (hashgakhot klalit), equivalenti alle nature generali immutabili, che comprendono le cause formali di specie e le leggi naturali che governano il comportamento di oggetti e fenomeni nel mondo. Le Provvidenze particolari הַשְׁגָּחוֹת פְּרָטִיּוֹת (hashgakhot pratit) comprendono le cause efficienti delle nature particolari negli esseri creati, come ad esempio il libero arbitrio negli esseri umani. Le Provvidenze miracolose הַשְׁגָּחוֹת נִסְתָּרִיּוֹת (hashgakhot nistariot) abbracciano le cause finali osservate in singolarità eccezionali o miracoli. Pur mantenendo l'idea di una natura immutabile della Provvidenza generale, assimilabile alle leggi naturali, egli si oppose al concetto di determinismo riguardo alla Provvidenza particolare del libero arbitrio.

## Pensiero ortodosso contemporaneo
Entrambi i succitati approcci continuano ad influenzare l'Ebraismo ortodosso contemporaneo. In generale, l'interpretazione di Nachmanide influenza l'Ebraismo Haredi, mentre quella di Maimonide — in aggiunta a Nachmanide — sottende gran parte del pensiero Ortodosso Moderno. Da notare che l'approccio chassidico di discosta in un certo modo da entrambi; si veda sotto la sezione Divina Provvidenza nella filosofia chassidica.
La differenza tra gli approcci di Nachmanide e del Rambam si evidenzia particolarmente nell'importanza assegnata a tre aree specifiche:
- Derech Eretz (in ebraico דרך ארץ‎?, secondo la terra): coinvolgimento col mondo naturale, particolarmente per motivi di sussistenza.
- Tecnologia: l'uso e la manipolazione della natura.
- Madda (in ebraico מדע‎? - da Torah Umadda תּוֹרָה וּמַדָּע, "Torah e conoscenza secolare"): conoscenza del funzionamento della natura e della società, per facilitare il derech eretz e come complemento dello studio della Torah.

### Provvidenza generale e provvidenza particolare
Nel testo 138 Aperture di Saggezza Chaim Luzzatto spiega le due modalità di provvidenza con riferimento alle Sephirot in cerchi e linea retta: nel primo caso esse vengono considerate nel loro sviluppo, dalla precedente alla successiva in una catena continua, sottolineandone quindi la gerarchia cosicché non risalti la specificità di una o un'altra impresse secondo la provvidenza particolare, il secondo caso, ma invece l'ordine e la struttura del governo divino generale sul Mondo, quindi come aspetti stabiliti e definiti senza cambiamento particolare; infatti la considerazione per un cambiamento, quindi per il prevalere di una Sefirah, avviene in linea retta e non in cerchi in cui non risultano punti specifici da esaltare e beneficare o il contrario: nei cerchi prevale una prospettiva di gerarchia ordinata pur se nelle interconnessioni, secondo un procedere o evolvere generalmente consueti.
- Secondo l'esegesi ebraica fu grazie a Giacobbe, quando vi discese, l'interruzione miracolosa dei 7 anni di carestia in Egitto previsti profeticamente da Yosef precedentemente.

- Nel Tanakh è presente il caso del profeta Elia che decise quando chiedere di interrompere e fare poi riprendere le piogge, come nel caso del Korban nel confronto coi falsi profeti idolatri di Baal.
- Nel Talmud: sebbene non si tratti del possesso delle chiavi della pioggia, assai simile è il caso del Maestro ebreo, R.Yehudah, che toglieva le calzature poco prima che piovesse senza che nessuno sapesse che stava appunto per scendere la pioggia.
- Regno divino o influenza delle stelle: non sotto il giogo del Regno celeste si viene influenzati dagli angeli e dalle stelle, comunque anch'esse sotto il Dominio divino.[14])

### Ebraismo Haredi
L'interpretazione di Rabbi Eliyahu Eliezer Dessler è rappresentativa della posizione concettuale haredi. In generale, Rabbi Dessler (insieme al Chazon Ish) insegna che, data la "natura illusoria della natura", ogni individuo deve trovare il proprio equilibrio tra l'impegno personale (hishtadlus/hishtadlut השתדלות) e la fiducia (bitochon/bitachon ביטחון). Inoltre Rav Dessler spesso ripeteva che l'idea che ogni oggetto e circostanza nel mondo materiale dovrebbero essere considerati come mezzo per servire Hashem (Dio)God).
- In linea col Ramban, Rav Dessler definisce la natura come l'arena di "Nisayon" (in ebraico נסיון‎?: test [spirituale]) - cioè uno si impegna in derech eretz in proporzione inversa al suo riconoscimento del ruolo provvidenziale di Dio. Rabbi Dessler ricorda quindi (bassandosi sul suo Mesillat Yesharim Cap. 21 (HE, EN) ) che uno rende la sua Torah fissa (Kavua קבוע) e il suo  derech eretz temporaneo e contingente alle circostanze (arai עראי). Si noti che Dessler sottolinea che "[non si può] sfruttare la tendenza alla pigrizia al fine di sostenere la propria bitochon in Hashem ("fiducia in Dio") – ...La fiducia in Hashem non può essere costruita in questo modo perché l'obiettivo qui non è quello di astenersi dal lavoro, ma di raggiungere la certezza di bitochon in Hashem che porta a diminuire gli sforzi mondani. (Michtav m'Eliyahu, vol. 1. pp. 194–5).
- Data questa concezione della natura, Rav Dessler castiga la preoccupazione per le imprese tecnologiche e la ritiene l'equivalente dell'idolatria. Egli scrive che una civiltà che si preoccupa di sviluppare l'esteriorità ed il materiale, e trascura il contenuto morale interiore finisce col degenerare nei suoi infimi abissi:[17] ""La felicità in questo mondo arriva solo come risultato di accontentarsi di ciò che si ha in questo mondo, e cercando intensamente la spiritualità" e quindi "più la gente cerca di migliorare questo mondo, tanto più i problemi ritornano... Invece di rendersi conto che si sta annegando nel materialismo, si va alla ricerca di altri modi per migliorare il profano" (cfr. Michtav m'Eliyahu, vol. 2 pp. 236–310 e vol. 3 pp. 143–70).[18]
- Rav Dessler scrive che l'acquisizione di conoscenza secolare avviene quasi sempre a spese della conoscenza della Torah. "La filosofia dell'istruzione della Yershivah è diretta verso un obiettivo solo, quello di coltivare Gedolei Torah ("i grandi nella conoscenza della Torah") e Yirei Shamayim (coloro che sono "timorosi del Cielo") allo stesso tempo. Per questo motivo l'università era proibita agli studenti [della yeshivah]... [gli educatori] non potevano capire come alimentare Gedolei Torah se non concentrando l'apprendimento esclusivamente sulla Torah."(lettera in Michtav m'Eliyahu vol. 3).[19]

### Ebraismo Ortodosso Moderno
Rabbi Joseph Soloveitchik — probabilmente il teologo più influente dell'Ebraismo Ortodosso Moderno — riflette l'insegnamento di Maimonide. Scrive che "il fondamento della provvidenza è... trasformato in un comandamento concreto, un obbligo per l'uomo. L'uomo è tenuto ad estendere la portata e rafforzare l'intensità della provvidenza individuale che veglia su di lui. Tutto dipende da lui: è tutto nelle sue mani." (Halakhic Man, pp. 128).
- In linea con questa enfasi sulla proattività , il pensiero moderno ortodosso considera derech eretz, il coinvolgimento umano nel mondo naturale, quale imperativo divino inerente alla natura della creazione (in opposizione al "male necessario" succitato). Qui il "coinvolgimento mondano" si estende ad un contributo positivo alla società in generale".[20] Questa comprensione si riflette sia nella concezione di Rav Soloveitchik così come negli insegnamenti di Rabbi Samson Raphael Hirsch: si veda תורה ומדע - Torah Umadda, תורה עם דרך ארץ - Torah im Derech Eretz
- Similmente Rabbi Soloveitchik, nel suo The Lonely Man of Faith (Il solitario uomo di fede), sprona al coinvolgimento degli esseri umani in attività tecnologiche. Ciò si basa sulla benedizione di Dio ad Adamo ed Eva, "Riempite la terra; soggiogatela e dominate" (Genesi 1:28[21]), che estende l'obbligo della imitatio Dei. L'uso e lo sviluppo della tecnologia, quindi, non sono caratterizzati come "superbia", ma piuttosto sono visti come obbligatori per l'uomo.
- Inoltre  Madda, la conoscenza del mondo naturale e della società, viene considerata come vitale dal pensiero ortodosso moderno. Tale conoscenza gioca un ruolo ovvio nel facilitare derech eretz e lo sviluppo della tecnologia. Viene visto anche come prezioso complemento allo studio della Torah. Ciò rispecchia ulteriormente Maimonide, in quanto egli notoriamente definisce la scienza e la filosofia come "Ancelle" di studio della Torah - non si può essere ebrei istruiti e colti senza tale conoscenza.[22][23]

## Divina Provvidenza nella filosofia chassidica

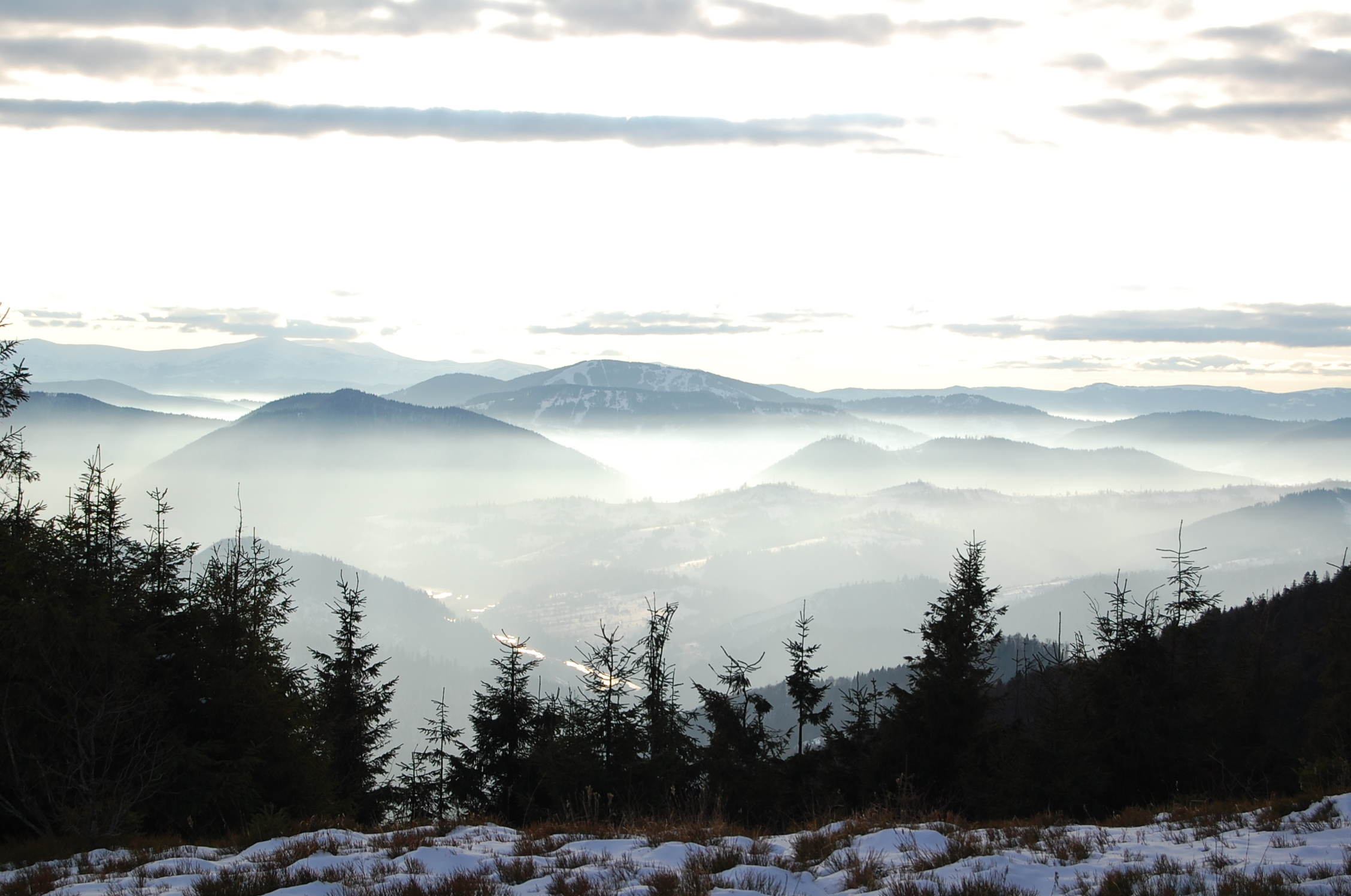
Il Baal Shem Tov viaggiò nei Carpazi ucraini prima di iniziare il suo insegnamento

Nel Medioevo sorse nell'Ebraismo rabbinico la nuova disciplina della filosofia razionalista ebraica classica, medievale, esemplificata dalla sua principale figura, Maimonide. Tale filosofia cercava di portare la tradizione della filosofia occidentale di pensiero indipendente dei principi primi a sostegno della teologia rabbinica del Talmud, armonizzandola coi relativi concetti. Nell'Ebraismo rabbinico, questo approccio, che aveva i suoi sostenitori e detrattori, venne chiamato hakirah ("indagine") per distinguerlo da altre tradizioni di pensiero ebraico.
Un'altra tradizione parallela, la Cabala, espresse una esegesi mistica dei testi biblici e rabbinici e una teologia metafisica. Entrambe divennero parte del canone della letteratura rabbinica. La figura classica del pensiero ebraico, Nachmanide, è stato uno dei primi esponenti della Cabala, anche se i suoi commentari biblici evitano di usare la terminologia cabalistica diretta. Con lo sviluppo della tradizione della Cabala si è evoluto, attraverso le fasi successive della Cabala medievale esemplificata dallo Zohar (la sintesi razionale della Cabala cordoveriana nel XVI secolo), il successivo nuovo paradigma di rettifica cosmica nella Cabala lurianica e la divulgazione del XVIII secolo del misticismo ebraico tramite lo Chassidismo.

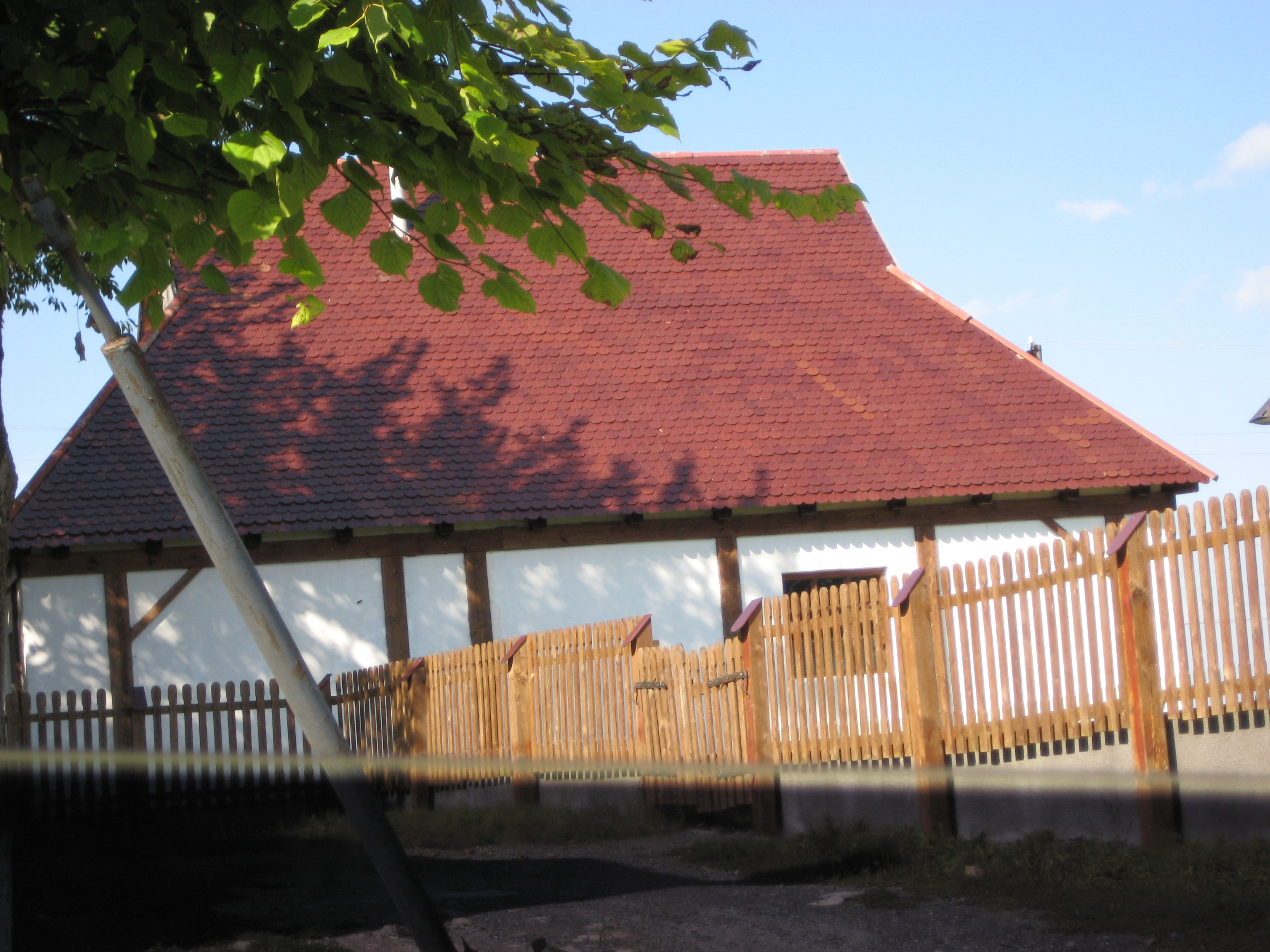
La sinagoga restaurata del Baal Shem Tov a Medzhybizh

Gli insegnamenti della filosofia chassidica cercava la divinità interiore all'interno delle strutture esoteriche della Cabala, mettendole in relazione con la loro corrispondenza interna nella vita spirituale quotidiana dell'uomo. Si adoperava di risvegliare una personale percezione psicologica di pietà nel dveikut (gioia mistica e attaccamento a Dio). Le interpretazioni dell'Ebraismo e della filosofia ebraica nello Chassidismo insegnava nuove dimensioni di unità divina, onnipresenza e provvidenza divina individuale. Nel nuovo insegnamento di Yisrael Baal Shem Tov, il fondatore dello Chassidismo, la divina provvidenza governa ogni dettaglio della Creazione. Insegnava che "il movimento di una foglia al vento" fa parte dello scopo divino della Creazione. Sulla base del "Tikkun" cosmico (la rettifica o riparazione dell'Universo) della Cabala lurianica, tutto nella creazione è parte di questa rettifica messianica e se dovesse mancare, allora la rettifica sarebbe incompleta. Il significato di ciò può essere compreso considerando la sua storia nelle strutture esoteriche della Cabala, in particolare negli insegnamenti di Isaac Luria. In queste nuove dottrine, il nostro mondo fisico e tutti i suoi dettagli assumono un significato cosmico nello schema divino della creazione. Ogni azione e ogni persona sono significativi, in quanto si riferiscono alla redenzione totale delle nitzutzot (le scintille divine originatesi dalla catastrofe primordiale della "Frantumazione dei Vasi" nel mondo di Tohu - q.v.) cadute. La rettifica può essere raggiunta solo in questo reame inferiore. Questo spiega che la ragione per cui la maggior parte della mitzvot dell'Ebraismo implicano azione, è il loro ruolo metafisico nel raggiungimento della rivelazione della divinità nascosta nella creazione. Nelle parole di Luria, ogni oggetto animato e inanimato ha una forma spirituale di "anima" nella sua forma fisica, che è la sua fonte creativa continua nella Luce Divina. Anche una pietra avrebbe questo livello di "anima", sebbene questo non sia come l'anima vivente di una pianta, l'anima consapevole di un animale, o l'anima intelligente dell'uomo. È piuttosto la sua esistenza animatrice nella Divina Volontà, poiché nella mistica ebraica, la creazione è continua e ritornerebbe nel Nulla senza l'animazione divina costante al suo interno. Di conseguenza, secondo le parole di Luria, "ogni foglia contiene un'anima che è venuta al mondo per ricevere una Rettificazione". Gilgul (il processo cabalistico della reincarnazione), la rettifica di un'anima individuale, diventa un riflesso microcosmico nella Cabala lurianica alla rettificazione divina macrocosmica. Lo Chassidismo seguono le dinamiche strutturali di questo schema cosmico, ma sono invece legate alle loro dimensioni divine interiori nella percezione psicologica diretta e nella vita dell'uomo:
La relazione chassidica alla tradizione mistica ebraica, alla vita quotidiana della gente comune, santificava il mondo dello shtetl nell'immaginazione popolare. Gli adattamenti carismatici del pensiero chassidico profondo nell'ambito della sua filosofia, penetrò la letteratura yiddish dove le idee di gilgul e dybbuk e la diretta Presenza Immanente di Dio influenzarono la cultura secolare ebraica.

### Unità Divina nello chassidismo
Questa interpretazione mistica di particolare provvidenza divina è parte della più ampia interpretazione chassidica dell'Unità di Dio. La seconda sezione del testo chassidico intitolato Tanya di Schneur Zalman di Liadi (Shaar Hayichud Vehaemunah-Porta di Unità e Fede) inserisce il panenteismo mistico del Baal Shem Tov in una spiegazione filosofica. Spiega l'interpretazione chassidica dell'Unità di Dio nelle prime due righe dello Shemà, in base alla loro interpretazione nella Cabala. L'enfasi sulla onnipresenza e immanenza divine si cela dietro la gioia chassidica e il deveikut, e la sua enfasi sul trasformare la materia in culto spirituale. In questa internalizzazione di idee cabalistiche, il seguace chassidico cerca di svelare l'unità della divinità nascosta in tutte le attività della vita.
Nel corso della sua vita Avraham aveva pregato per le donne sterili ed erano rimaste gravide; per i malati ed essi eran guariti. persino alcune navi, che viaggiavano nel lontano oceano, furono salvate per merito di Avraham.
(Il Midrash racconta. Libro di Bereshit, Parte I)
Sebbene sia tutto predisposto e deciso gli Tzadikim possono cambiare dei decreti divini inoltre, normalmente, la preghiera rivolta a Dio si fonda sul principio di poter contribuire chiedendoGli di apportare cambiamenti o miglioramenti ed altro nell'esistenza storica, individuale, generale o particolare tramite l'invocazione, la supplica o la lode.
 · Preghiera di richiesta per il sostentamento ed il cibo: la richiesta di Rosh haShana per gli alimenti, pane e vesti, per un sostentamento sufficiente per chi vive in modo agiato, viene rivolta a Dio confidando nella Sua provvidenza, nelle Sue benedizioni col sostegno e attraverso il favore del nome di Avraham, Isacco e Giacobbe, Mosè ed Aronne, David e Salomone, Fines ed altre figure ebraiche importanti che, per lo stretto legame con Dio che loro beneficò e benedisse, fecero la Sua volontà, come anche nei casi dei Dieci Martiri che si lasciarono uccidere piuttosto che mancare al loro dovere religioso; invocata la Misericordia divina, nonché pietà e grazia, vengono ancora ricordati i Maestri ebrei, gli Tzadikim ed i Chassidim, gli integri e di cuore retto.
 ·  Simile alla precedente, anche a Yom Kippur viene fatta la preghiera per la Parnassah iniziando col Salmo 24, ricordando poi anche il nutrimento ed il sostentamento per tutte le creature. Ancora l'appoggio del Tetragramma biblico secondo i versetti "verserò su di voi una benedizione senza limiti" e "Dio irradia su di noi la luce del Tuo "volto"". Si veda anche il Salmi 23.
 ·  Durante le Hoshannot di Hoshanà Rabbà, anche con richiami alle preghiere di Rosh haShana e Yom Kippur, vengono inoltre richieste benedizioni su molti frutti citati in gruppi di tre.
I filosofi ebrei razionalisti medievali, come per esempio Maimonide, descrivono il monoteismo biblico nel senso che vi è un solo Dio e la Sua essenza è un unico, semplice unità infinita. La mistica ebraica dà un'ulteriore spiegazione, distinguendo tra essenza ed emanazione divina. Nella Cabala e soprattutto nello Chassidismo, l'unità di Dio significa che non c'è nulla di indipendente dalla sua essenza. La nuova dottrina presente nella Cabala lurianica dello Tzimtzum divino ("contrazione di Dio"), ha ricevuto diverse interpretazioni dopo Isaac Luria, dal letterale al metaforico. Per lo Chassidismo e per Schneur Zalman, è impensabile prendere letteralmente la contrazione di Dio che "rende possibile" la creazione. Lo Tzimtzum riguarda soltanto l‘Ohr Ein Sof ("luce infinita"), non l‘Ein Sof (Essenza Divina, l'Infinito) di per se stesso e implica solo un occultamento apparente, non occultamento reale. L'essenza infinita di Dio si manifesta sia nell'infinità complementare (luce infinita) che nella finitezza (luce finita). La contrazione (l'autolimitazione di Dio per creare lo spazio della Creazione) è stata solo l'illusione di occultamento della luce infinita dall'essenza di Dio, per consentire alla luce latente potenzialmente finita di emergere evidente alla creazione, dopo lo Tzimtzum. Dio stesso rimane invariato ("Perché Io sono il Signore, non cambio" Malachia 3:6). La Sua essenza è una, sola, prima della creazione, e ancora uno, da solo, dopo la creazione, senza alcun cambiamento. Poiché lo Tzimtzum era solo illusione di occultamento, l'unità di Dio è onnipresente. Nella nuova interpretazione del Baal Shem Tov, la provvidenza divina influenza ogni dettaglio della creazione, siccome tutto ciò è parte della divina unità rivelantesi ed è una parte necessaria della rettifica messianica cabalistica. Questa consapevolezza dello scopo e del significato d'amore di ogni singolo individuo, risveglia l'amore mistico e il timore di Dio (deveikut).

#### Unità inferiore
Schneur Zalman spiega che l'unità di Dio ha due livelli che sono entrambi paradossalmente veri. Il testo principale della Cabala, lo Zohar, descrive il primo versetto della Shemà come "Unità di livello superiore" e la seconda riga ("Sia benedetto il santo Nome del Suo Regno per sempre ed in eterno" ) come "Unità di livello inferiore". Zalman fornisce la spiegazione chassidica di ciò: nella Cabala, tutta la creazione è dipendente dall'immanente "Luce che riempie tutti i mondi" potenzialmente finita, che ogni creazione riceve continuamente. La creazione è un processo continuo, in quanto senza il flusso discendente della luce spirituale dalla volontà di Dio, la creazione ritornerebbe nel Nulla. La Cabala lurianica estende in questo l'unità divina, descrivendo le particolari nitzot (scintille divine) investite all'interno, che danno vita ad ogni entità. Il panenteismo chassidico del Baal Shem Tov descrive l'ulteriore, completa unità di Dio con la creazione. Nella sua interpretazione, citata da Schneur Zalman, le parole creative di Dio nella Genesi, attraverso le innumerevoli permutazioni delle rispettive lettere ebraiche, diventano a loro volta entità fisiche e spirituali della creazione. Ciò estende l'immanenza divina di Luria ad unità completa. La dottrina lurianica del Tzimtzum (contrazione di Dio), prodotto un "vuoto" all'interno del quale creazione finita potesse avvenire, non è quindi letterale. È solo un occultamento della luce creativa di Dio e solo dal punto di vista della creazione. Dio rimane nel vuoto esattamente come prima della creazione. In realtà, tutta la creazione è completamente bittul-annullata alla luce di Dio, sebbene nel nostro reame terreno questa completa dipendenza è attualmente occultata. Da questo punto di vista, di Dio che conosce la creazione nei suoi termini, la creazione esiste, ma l'essenza di ogni cosa è solo la luce divina che continuamente la ricrea dal nulla. Dio è Uno, poiché la creazione avviene all'interno di Dio. "Non c'è nulla al di fuori di Lui". Questa è la "Unità di livello inferiore".

#### Unità superiore
In relazione all'essenza di Dio, la creazione non effettua nessun cambiamento o ritiro nel divino. "Non c'è nulla all'infuori di Dio". La possibilità di creare può venire solo dal divino atzmut (essenza), il cui potere di infinità è descritto dal Tetragramma (nome di Dio). Tuttavia, "non è l'essenza del Divino creare mondi e sostenerli", poiché questa capacità è solo esterna all'essenza infinita. La Creazione deriva solo dal "verbo" rivelatorio di Dio (come in Genesi 1) e ciò è infinitamente diverso dal pronunciamento verbale esterno dell'Uomo, dato che ogni aspetto del divino rimane divinamente "dentro" Dio. Dal punto di vista superiore di Dio che conosce Se Stesso alle sue condizioni, la creazione non esiste, in quanto è come nulla in relazione all'essenza di Dio. Questo acosmismo monistico è l'"Unità i livello superiore", poiché a partire da questo punto di vista solo Dio esiste. L'illusionismo di ciò non è assoluto, siccome il paradosso implica che i livelli contraddittori di unità sia superiori che inferiori siano veri.

### Integrazione della provvidenza nello chassidismo con Maimonide
La benedizione Bore Nefashot recita:
Quando alcuni chiesero al Besht se fosse corretto includere anche gli animali in questa benedizione e quindi nella provvidenza, egli rispose loro dicendo che ciò permette la rivelazione dei misteri sulla relazione tra Mondo Superiore e Mondo Inferiore anche dal Basso, dal terreno.
La scuola dello Chassidismoi Chabad cerca di articolare la filosofia chassidica in una sistematizzazione intellettuale. Ciò è stato esemplificato dallo scopo programmatico del 5º Rebbe, Sholom Dovber Schneersohn, che le sue accademie Tomchei Temimim debbano studiare il pensiero chassidico con il metodo logico del pilpul, tradizionalmente usato nello studio talmudico. Negli insegnamenti chassidici di Chabad, questo approccio fu utilizzato da ciascun Rebbe nei loro rispettivi discorsi pubblici e nei dibattiti, con ogni leader successivo che cercava di portare la filosofia dello Chassidismo ad una maggiore comprensione e articolazione. Il settimo Rebbe, Menachem Mendel Schneerson, tipicamente affrontò la filosofia chassidica più spesso in colloqui informali e analitici. Questo approccio al misticismo chassidico ha permesso di studiare l'integrazione di altri aspetti del pensiero ebraico nelle spiegazioni chassidiche. Nella terminologia chassidica occorre una fonte spirituale superiore nella Divinità per unire interpretazioni inferiori opposte. Nel pensiero chassidico, la legislazione talmudica, l'immaginazione midrashica, le descrizioni razionaliste e le strutture cabalistiche si pensa riflettano le dimensioni inferiori di un'Unità Divina essenziale superiore. Questo metodo è stato utilizzato dal 7° Rebbe per affrontare il tema della divina provvidenza. In una serie di colloqui, tradotti e pubblicati in inglese il Lubavitcher Rebbe affronta la risoluzione tra la concezione chassidica della divina provvidenza e le sue precedenti formulazioni nelle filosofia ebraica medievale e nella Cabala. Reputa le opinioni di Maimonide e di altri come parte della nuova concezione del Baal Shem Tov.